# Kumarapuram
Kumarapuram es una ciudad censal situada en el distrito de Alappuzha en el estado de Kerala (India). Su población es de 26943 habitantes (2011). Se encuentra a 29 km de Alappuzha.

## Demografía
Según el censo de 2011 la población de Kumarapuram era de 26943 habitantes, de los cuales 12397 eran hombres y 14546 eran mujeres. Kumarapuram tiene una tasa media de alfabetización del 95,21%, superior a la media estatal del 94%: la alfabetización masculina es del 97,43%, y la alfabetización femenina del 93,35%.